# Розейра
Розейра (порт. Roseira)  —  муниципалитет в Бразилии, входит в штат Сан-Паулу. Составная часть мезорегиона Вали-ду-Параиба-Паулиста. Входит в экономико-статистический  микрорегион Гуаратингета. Население составляет 19 162 человека на 2007 год. Занимает площадь 130,190 км². Плотность населения — 79,3 чел./км².
Праздник города —  21 марта.

## История
Город основан 18 февраля 1959 года.

## Статистика
- Валовой внутренний продукт на 2003 составляет 50.396.901,00 реалов (данные: Бразильский институт географии и статистики).
- Валовой внутренний продукт на душу населения на 2003 составляет 5.293,24 реалов (данные: Бразильский институт географии и статистики).
- Индекс развития человеческого потенциала на 2000 составляет 0,777 (данные: Программа развития ООН).

## География
Климат местности: горный тропический.